# Olbersdorf (Zülz)
Olbersdorf polnisch Olbrachcice (bis 1922: Polnisch Olbersdorf) ist ein Ort in der Stadt- und Landgemeinde Zülz (Biała) im Powiat Prudnicki der Woiwodschaft Opole in Polen.

## Geographie
Das Angerdorf Olbersdorf liegt etwa vier Kilometer südöstlich von Zülz, 14 Kilometer nordöstlich Prudnik und 43 Kilometer südwestlich der Woiwodschaftshauptstadt Opole in der Nizina Śląska (Schlesische Tiefebene) an der Młynska (Mühlgraben), einem rechten Nebenfluss des Zülzer Wasser (Biała).
Nachbarorte von Olbersdorf sind im Nordwesten Zülz, im Norden Altzülz (Solec), im Nordosten Probnitz (Browiniec Polski), im Süden Słoków (Schlogwitz) und im Südwesten Josefsgrund (Józefów).

## Geschichte

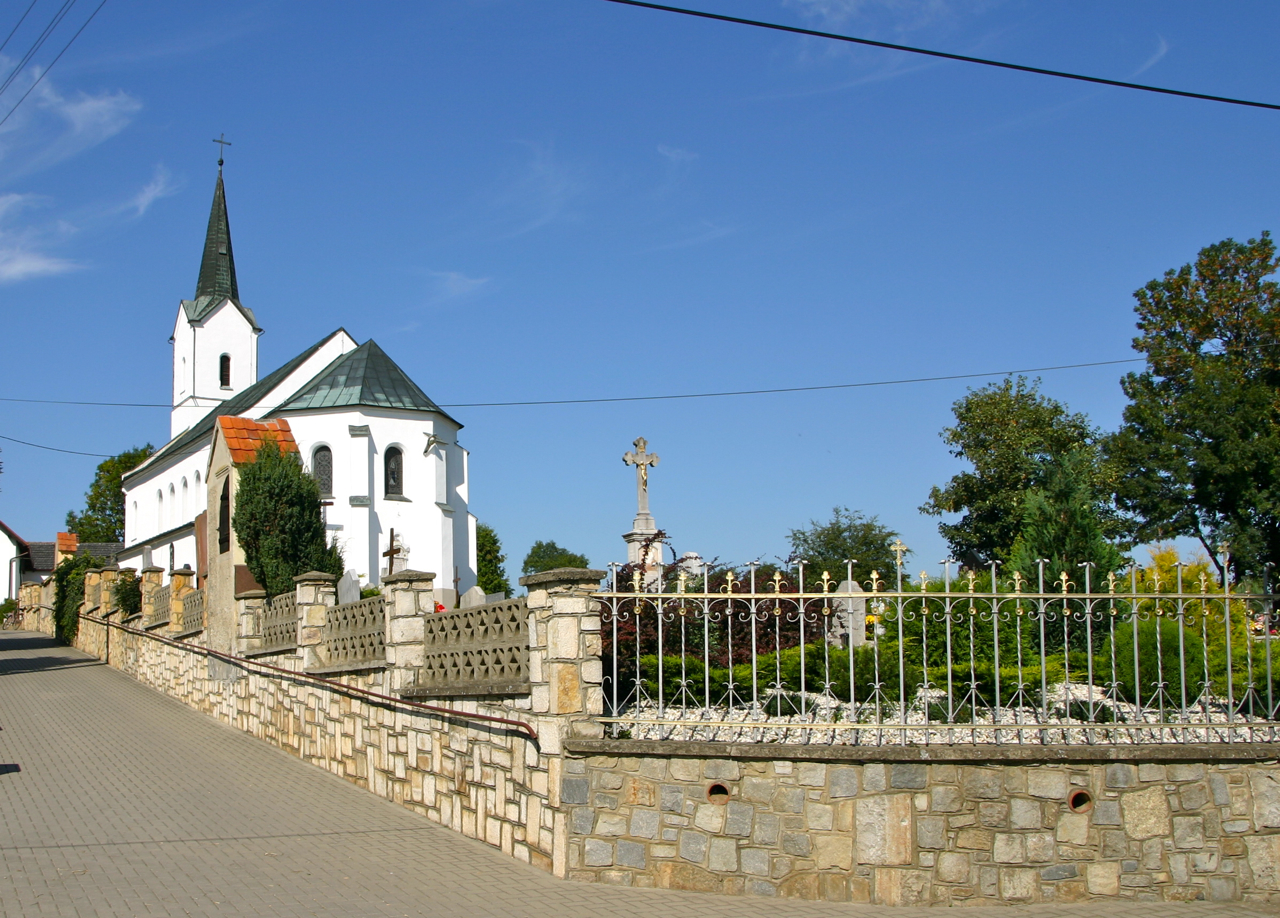
Mariä-Empfängnis-Kirche

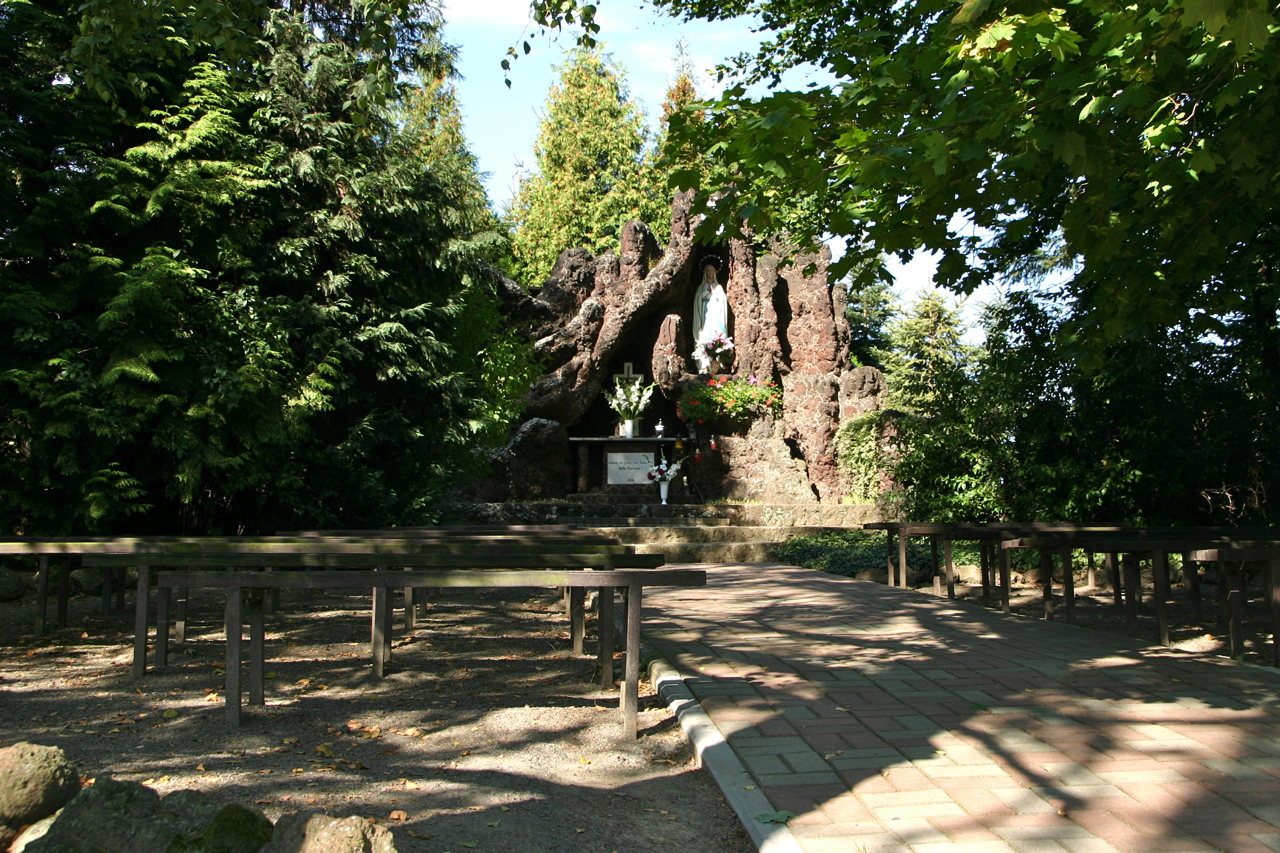
Lourdes-Grotte

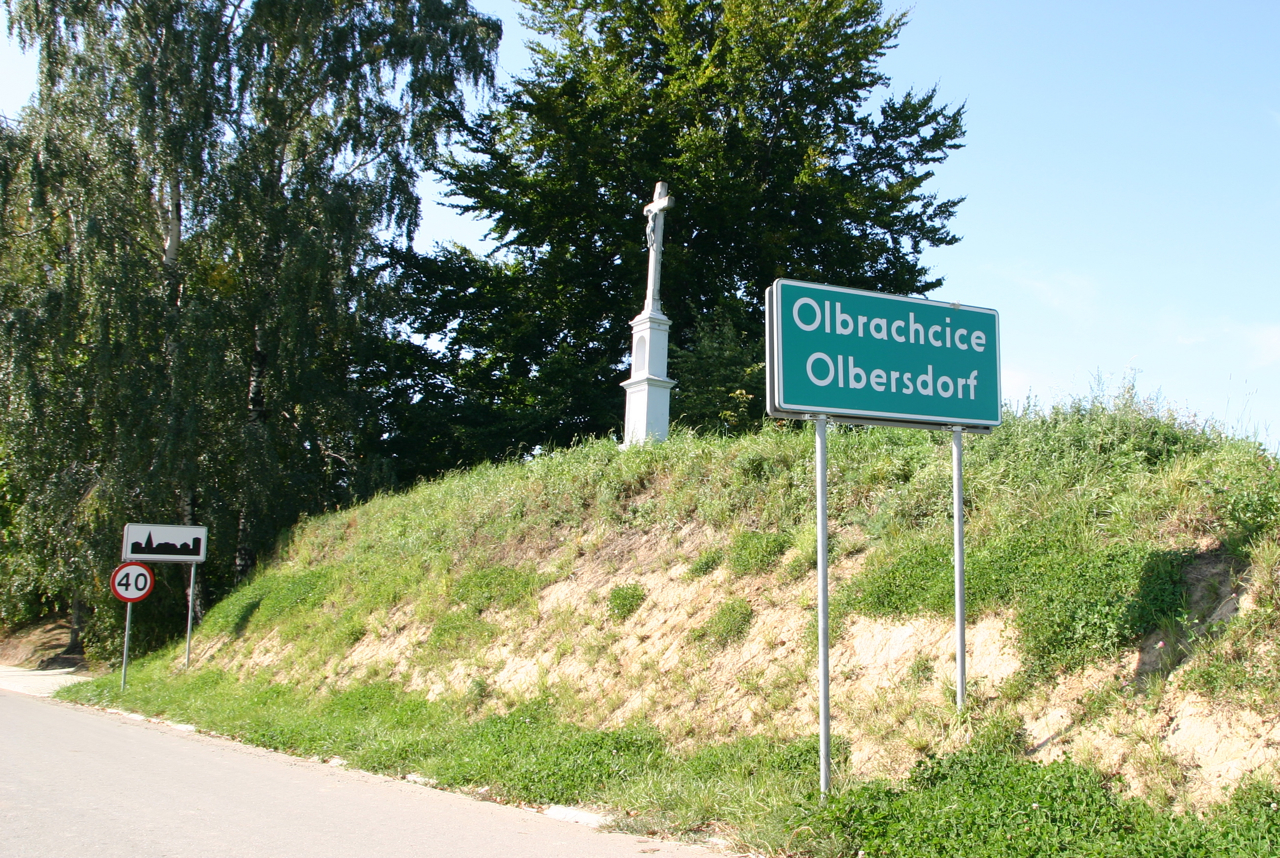
Zweisprachiges Ortsschild mit Wegekreuz

Der Ort wurde in der ersten Hälfte des 14. Jahrhunderts gegründet und wurde 1388 erstmals urkundlich als „Olbrechsdorf“ erwähnt. 1534 wurde der Ort als Olbrechstdorf erwähnt.
Nach dem Ersten Schlesischen Krieg 1742 gelangte Polnisch Olbersdorf mit dem größten Teil Schlesiens an Preußen.
Nach der Neuorganisation der Provinz Schlesien gehörte die Landgemeinde Polnisch Olbersdorf ab 1816 zum Landkreis Neustadt O.S. im Regierungsbezirk Oppeln. 1845 bestanden im Dorf eine katholische Schule, ein Vorwerk, eine Brennerei, eine Brauerei sowie weitere 78 Häuser. Im gleichen Jahr lebten in Polnisch Olbersdorf 551 Menschen, allesamt katholisch. 1855 lebten 616 Menschen in Polnisch Olbersdorf. 1861 wurde im Ort eine Kapelle erbaut. 1865 bestanden im Ort 23 Bauern-, 15 Gärtnerstellen und 30 Häuslerstellen sowie eine Brauerei. Die katholische Schule wurde im gleichen Jahr von 97 Schülern besucht. Eingepfarrt waren die Bewohner nach Altzülz. 1874 wurde der Amtsbezirk Schlogwitz gegründet, welcher aus den Landgemeinden Deutsch Probnitz, Laßwitz, Polnisch Olbersdorf und Schlogwitz und den Gutsbezirken Deutsch Probnitz, Laßwitz und Schlogwitz bestand. 1885 zählte Polnisch Olbersdorf 627 Einwohner.
Bei der Volksabstimmung in Oberschlesien am 20. März 1921 stimmten 411 Wahlberechtigte für einen Verbleib bei Deutschland und 82 für Polen. Polnisch Olbersdorf verblieb beim Deutschen Reich. Nachdem Ostoberschlesien an Polen abgetreten wurde, wurde der Ortsname in Olbersdorf geändert. 1933 lebten im Ort 605 Einwohner. 1939 hatte Olbersdorf 543 Einwohner. Bis 1945 befand sich der Ort im Landkreis Neustadt O.S.
1945 kam der bisher deutsche Ort unter polnische Verwaltung und wurde in Olbrachcice umbenannt und der Woiwodschaft Schlesien angeschlossen. 1950 kam der Ort zur Woiwodschaft Oppeln. 1999 kam der Ort zum Powiat Prudnicki. Am 6. März 2006 wurde in der Gemeinde Zülz, der Olbersdorf angehört, Deutsch als zweite Amtssprache eingeführt. Am 24. November 2008 erhielt der Ort zusätzlich den amtlichen deutschen Ortsnamen Olbersdorf.

## Sehenswürdigkeiten und Denkmale
- Die römisch-katholische Mariä-Empfängnis-Kirche (poln. Kościół Niepokalanego Poczęcia NMP) wurde 1861 erbaut.
- Nördlich des Ortskerns befindet sich die 1938 erbaute Lourdes-Grotte.[2]
- Denkmal für die Gefallenen beider Weltkriege
- Grabmal unbekannter Soldaten
- Bildstock aus der ersten Hälfte des 19. Jahrhunderts mit einer Figur des Heiligen Nepomuk
- Bildstock
- Wegkreuze

## Vereine
- Deutscher Freundschaftskreis
- Fußballverein LZS Olbrachcice

## Persönlichkeiten
- Stanislaus von Seherr-Thoß (1827–1907), preußischer Fideikommissbesitzer, Verwaltungsjurist und Landrat
- Joseph Wolny (1844–1908), katholischer Geistlicher und Mitglied des Deutschen Reichstags
- Karl Augustin (1847–1919), Weihbischof in Breslau
- Wacław Wycisk (1912–1984), Weihbischof in Opole